# Michał Kalecki
Michał Kalecki ([ˈmixau̯ kaˈlɛt͡ski]; Łódź, 1899. június 22. – Varsó, 1970. április 18.) lengyel közgazdász. 

## Élete
A London School of Economics, Cambridge-i, Oxfordi és Warsaw School of Economics egyetemen dolgozott, illetve tanácsadója volt Lengyelország, Franciaország, Kuba, Izrael, Mexikó és India kormányának. Az ENSZ Gazdasági Szervezete igazgatóhelyetteseként is szolgált New Yorkban.

## Nézetei
A neoklasszikus közgazdaságtannak nincs igazi árelmélete: mindenki árfelfogadó. Azaz képtelen megmagyarázni, hogy mi alapján jön létre az a kezdő ár, amit aztán a kínálat-kereslet törvényei fel-le mozgatnak. Sőt, tökéletes piaci körülmények között az árat leversenyzik a fajlagos összköltség szintjére, azaz eltűnik a profit. Profit nélkül pedig nincs kapitalizmus. 
Ezzel szemben Kalecki árelmélete arra mutat rá, hogy a profit a monopolizáltság fokából adódik. A nagyobb piaci részesedéssel rendelkező cég a fajlagos összköltségre magasabb ún. mark up-ot rakhat, a kisebb piac részesedésű kisebbet. A fajlagos összköltség és a mark up adja meg az eladási árat. (A fajlagos összköltséget mind a neoklasszikus, mind a kaleckiánus esetben azonosnak feltételezzük az összes szereplő esetében, hiszen a feltételezett tökéletes versenyben a beszerzési árak azonosak.)

## Magyarul megjelent művei
- Vállalatvezetés, tervezés, gazdasági növekedés; ford. Nemény Vilmos, Andorka Rudolf; Közgazdasági és Jogi, Bp., 1966
- A tőkés gazdaság működéséről. 1933–1970. Válogatott tanulmányok; ford. Balogh András, bev. Molnár Ferenc; Közgazdasági és Jogi, Bp., 1980
- A szocialista gazdaság működéséről. Válogatott tanulmányok 1956–1970; vál., bev. Jerzy Osiatyński, ford. Forintos György, Nemény Vilmos; Közgazdasági és Jogi, Bp., 1982